# Myzopoda
Myzopoda és l'únic gènere de la família monotípica de ratpenats Myzopodidae. Agrupa dues espècies endèmiques de Madagascar: el ratpenat de ventoses de Schliemann i el ratpenat de ventoses de Madagascar.